# Бата Живойнович
Велимир (Бата) Живойнович (на сръбски: Велимир Бата Живојиновић или Velimir Bata Živojinović) е югославски и сръбски актьор и политик. Той участва в повече от 340 филми и сериали и е един от най-добрите актьори в Социалистическа федеративна република Югославия.

## Ранен живот
Велимир Живойнович с прякор Бата е роден в село Корачица под планината Космай около Младеновац, на Кралство Югославия (днес в Сърбия). Баща му Драголюб е бил служител, а майка му Тиослава е домакиня. Той има две сестри и израства в патриархално семейство. Заради конфликтът между Драголюб и Четниците по време на Втората Световна война семейството му е принудено да се премести в Белград. Младия Бата често ходи с приятелите си на кино, което предизвиква интереса му към тази професия.

## Кариера
Живойнович дебютира на екрана през 1955 във филма Pesma sa Kumbare. Той играе роли и на добри и на лоши герои, и но главни, и на поддържащи роли. Най-голямата популярност идва с филмите през 1970 г. за партизани от Втора Световна война. Един от най-известните филми от този период е: Валтер защитава Сараево, която има голям успех в Китай.

## Политика
През 1990 г. той е избран в парламента на Сърбия, като член на Социалистическата партия на Сърбия.

## Избрана филмография
- Neprijatelj (1965)
- „Три“ (Tri, 1965)
- Majstor i Margarita (1972)
- Tragovi crne devojke (1972)
- „Дервишът и смъртта“ (Дервиш и смрт, 1974)
- „Уикенд на мъртъвци“ (Викенд на мртовци, 1988)

## Награди и отличия
На Бата Живойнович са присъдена Златна Арена за най-добра мъжка роля на фестивала в Пула, най-престижната кинопремия в Югославия, три пъти: 1965, 1967 и 1972. Той получава наградата за най-добра мъжка роля в 11-ия Московски международен кинофестивал през 1979.